# A Neon Rome
A Neon Rome was een Canadese alternatieve rockband, actief van 1984 tot 1987. Algemeen bekend als een kruising tussen The Sex Pistols, The Doors en The Velvet Underground, was de band prominent aanwezig in het muziekcircuit van Queen Street West in Toronto. Ze gingen echter uit elkaar voordat ze mainstream succes bereikten en worden nu vooral herinnerd als de inspiratie achter Bruce McDonalds cultfilm Roadkill.

## Bezetting
- Neal Arbic
- John Borra
- Ken Burchell
- Kevin Nizol
- Ian Blurton
- Crawford Teasdale
- Bernard Maiezza

## Geschiedenis
Frontman Neal Arbic formeerde de band in 1984 na het schrijven van een verhalend gedicht over een rockband wiens muziek als heroïne was voor de fans. Het geluid van de band was naar verluidt geïnspireerd door het per ongeluk afspelen van een Psychic TV-plaat op de verkeerde snelheid. Bassist John Borra, drummer Ken Burchell en gitarist Kevin Nizol maakten de oorspronkelijke bezetting van de band compleet. De band begon de aandacht te trekken in het clubcircuit van Toronto met zijn liveshows, die de wilde, charismatische capriolen van Arbic vermengden met een los, improviserend samenspel tussen de band. In feite schreef de band zelden van tevoren liedjes, in plaats daarvan werd veel van het materiaal live op het podium geïmproviseerd. Burchell verliet de band, die een tijdje zonder drummer doorging, totdat Ian Blurton zich bij hen voegde om hem te vervangen. Toetsenist Bernard Maiezza trad tegelijk met Blurton toe tot de band. Ze werden uiteindelijk de huisband van Elvis Mondays, een wekelijkse underground rockavond in het Beverly Hotel in Toronto en begonnen een breder publiek te ontwikkelen. Uiteindelijk verliet Blurton de band en kwam Burchell weer erbij. De band bracht zijn debuutalbum New Heroin in maart 1987 uit bij Fringe Product in Canada en New Rose Records in Europa en oogstte lovende kritieken van invloedrijke uitgevers zoals Sounds, NME en Melody Maker. Na het uitbrengen van New Heroin verliet Nizol de band en werd vervangen door Crawford Teasdale. In die tijd begon Bruce McDonald ook een idee te ontwikkelen voor een concertfilm die de band zou documenteren op tournee door Noord-Ontario.
Tijdens de tournee van de band om New Heroin te promoten, raakte Arbic steeds meer gedesillusioneerd over de muziekindustrie en begon te rebelleren tegen de promotionele eisen van het leiden van een band, die schijnbaar op het punt van het sterrendom stond. Hij schoor zijn hoofd, nam kort een dieet aan dat uitsluitend bestond uit amandelen en rozijnen, kwam soms niet opdagen voor geplande liveshows, en uiteindelijk legde hij een gelofte van stilte af, terwijl hij er nog wel eens mee instemde om live te zingen bij concerten en in opnamesessies voor hun tweede album All the Children Are In. Dergelijke gelegenheden werden steeds minder en hij weigerde strikt om buiten het podium te spreken. Hoewel de band de opname All the Children Are In had voltooid, is het album nooit uitgebracht. McDonalds voorgestelde film werd in plaats daarvan Roadkill, een zwarte komediefilm met scripts die A Neon Rome fictief maakte als Children of Paradise, een band die op tournee verdween nadat de leadzanger met een vergelijkbare existentiële crisis werd geconfronteerd.
De band maakte een laatste live optreden in Toronto's Rivoli rond de tijd van de publicatie van de film, waarbij Arbic de teksten fluisterde in plaats van te zingen, maar werd daarna ontbonden. Arbic begon aan een spirituele zoektocht en herwon zijn mentale evenwicht door de meditatie-leer van Baba Hari Dass te volgen. Borra en Maiezza traden toe tot Blurtons band Change of Heart, terwijl Nizol lid werd van Pure/Love Bomber en is nu lid van 66 Kicks. Arbic heeft af en toe gesproken poëzie uitgevoerd op verschillende concertlocaties in Toronto, waaronder de Elvis Mondays revival in het Drake Hotel en hij heeft met de band Mahendra spirituele muziek geschreven en uitgevoerd. A Neon Rome voerde ook een eenmalige reünieshow uit tijdens de show van Elvis Monday 25th Anniversary op 1 december 2008.

## Discografie
- 1987: New Heroin